# Pietro Raimondi
Pietro Raimondi (Roma, 20 de diciembre de 1786 - Roma, 30 de octubre de 1853) fue un compositor italiano de música clásica, cuyo estilo es de transición entre el periodo clásico y romántico. Fue famoso en vida como autor de óperas y música sacra, además fue un innovador y compuso obras para grandes formaciones orquestales que interpretaban de forma simultánea varias composiciones.